# Lucro antes do Imposto de Renda
Através do Demonstração do Resultado do Exercício (DRE) da empresa, chega-se ao Lucro antes do Imposto de Renda (LAIR). O LAIR é uma medida do lucro da empresa, baseada em sua capacidade de gerar receita com sua atividade e na forma como ela se relaciona com o mercado financeiro. Ou seja, se a empresa é superavitária, o LAIR mede os ganhos obtidos com a empresa na forma de juros. Se a empresa tiver dívidas e recorrer ao mercado financeiro, o LAIR também mostra como o pagamento de juros está refletindo no lucro da empresa.
| LAIR                                                                                          |
| --------------------------------------------------------------------------------------------- |
| (=) Lucro Anterior ao Imposto de Renda e Contribuição Social (LAIR)                           |
| (+) Adições                                                                                   |
| (-) Exclusões                                                                                 |
| (=) Lucro Real                                                                                |
| (-) Compensação de Prejuízos Anteriores                                                       |
| (=) Base de Calculo de IR, CSL e Adicional de IR (caso o lucro ultrapasse R$20.000,00 mensal) |